# Giustiziere (sociologia)

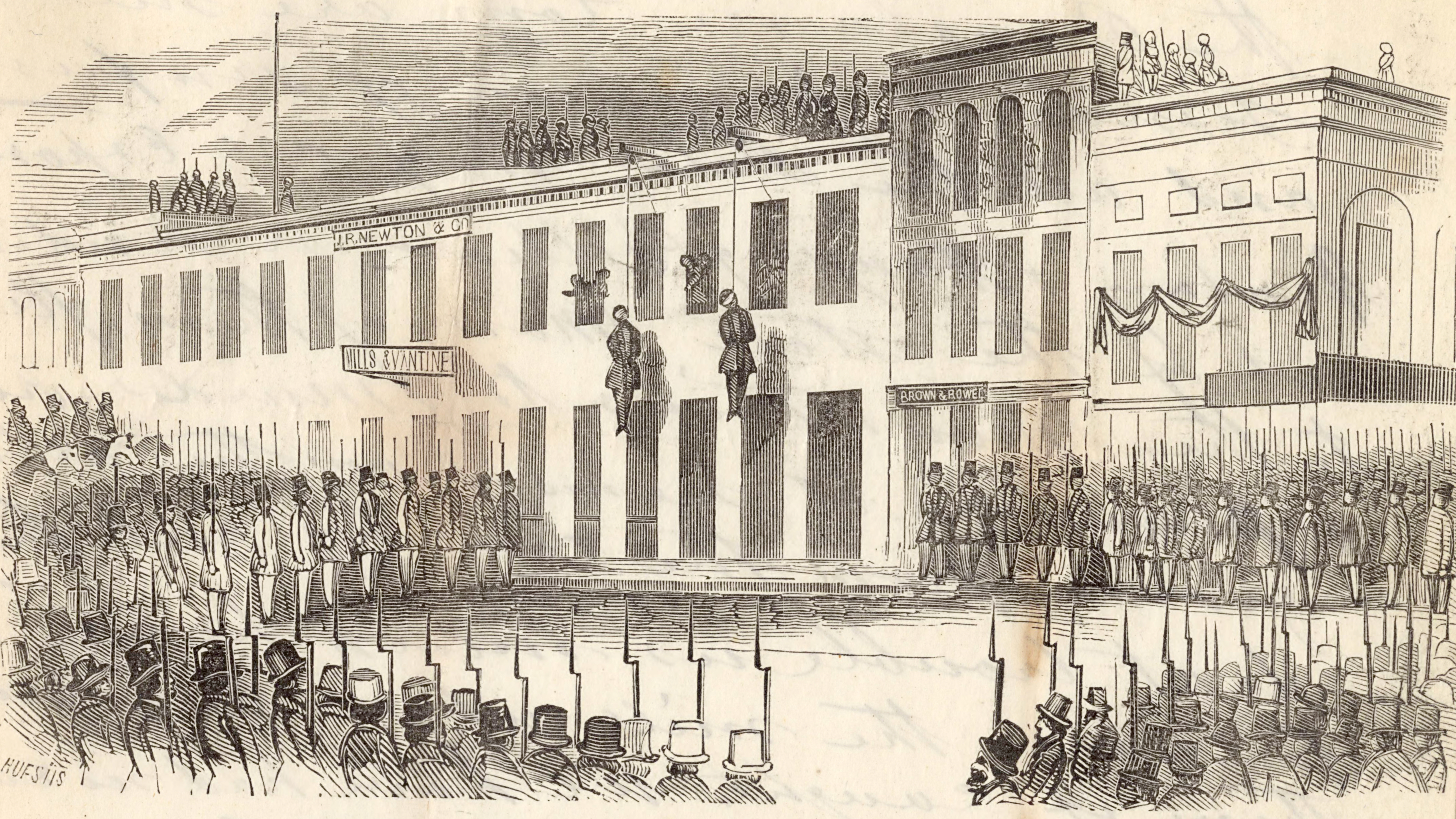
Illustrazione raffigurante l'impiccagione di Charles Cora e James Casey da parte del San Francisco Committee of Vigilance nel 1856.

Per giustiziere o vigilante si intende colui che mette in atto la propria personale forma di giustizia senza averne l'autorità legale e ignorando il diritto all'equo processo. Solitamente il giustiziere agisce quando ritiene che la reazione delle autorità sia insufficiente.

## Storia

### Età antica
Nella Bibbia (Gn 34) Dina, la figlia di Giacobbe, è vittima di uno stupro (secondo altre interpretazioni sarebbe invece stata sedotta) da parte del sovrano di Sichem. La giovane viene vendicata dai fratelli Simeone e Levi, che saccheggiano la città e ne uccidono tutti gli abitanti maschi. Molto similmente, nei libri di Samuele (2 Sam 13) Assalonne uccide il fratello Amnon dopo che il re Davide, loro padre, non riesce a punire Amnon per aver violentato la loro sorella Tamar.

### Medioevo
Le faide dei nobili che avvenivano durante i secoli bui del Medioevo si possono considerare altre forme di vigilantismo ante litteram. Sempre durante il Medioevo, esistevano delle influenti società segrete che si impegnavano a punire i crimini come i Beati Paoli siciliani e la Corte Vehmica, attiva in Vestfalia durante il XV secolo.

### Età contemporanea
Negli Stati Uniti d'America, durante l'era della ricostruzione, il concetto di "vigilantismo" indicava gruppi di persone che compivano arresti ingiustificati, vandalismi e violenze di vario tipo. Tali "comitati di vigilanza" nacquero come risultato del malcontento degli statunitensi, che giudicavano corrotti i politici e funzionari dello Stato, e volevano pertanto farsi giustizia da sé. Tra i gruppi e organizzazioni di più famosi che si costituirino negli USA tra il XIX e XX secolo vi furono il "San Francisco Committee of Vigilance", i "Bald Knobbers", la "Pinkerton National Detective Agency", le "Californian Farmers' Protective Leagues", l'"Order of the Caucasians" e il "Ku Klux Klan", che giustiziava sommariamente gli afroamericani e combatteva la "Glanton Gang". Dall'America centro-settentrionale il termine "vigilante" si diffuse anche in Europa.

## Caratteristiche
La "giustizia del vigilante" è solitamente scatenata dalla percezione che la punizione per il criminale sia insufficiente o inesistente in rapporto al crimine che ha commesso. Alcune persone vedono le autorità legittime come inefficaci nel far rispettare la legge, perciò si sostituiscono ad esse portando a termine azioni punitive contro soggetti da loro ritenuti colpevoli. In altre circostanze, una persona può scegliere di divenire un vigilante a seguito di esperienze personali, invece che per rispondere ad una richiesta "sociale".
Bersagli del vigilantismo sono solitamente persone considerate sfuggenti alla legge, o al di "sopra della legge". Questo fenomeno può prendere di mira persone oppure supposte organizzazioni coinvolte in attività illegali in generale o può essere puntato contro uno specifico gruppo o tipologia di attività (come ad esempio la polizia corrotta).
La condotta del vigilante può differire a seconda del grado di violenza che utilizza: in alcuni casi i vigilanti possono assalire verbalmente gli obiettivi, spaventare le vittime, compiere atti disumani, o possono decidere di non usare la violenza scegliendo altri mezzi per fare pressione sull'obiettivo.

## Nella cultura di massa

Batman è uno dei più celebri vigilanti immaginari

Il personaggio del giustiziere/vigilante ha avuto particolare fortuna nella narrativa di avventura e nei media, evolvendosi nella figura del giustiziere mascherato (es. Batman) e quindi in quella del supereroe dei fumetti.

### Cinema
La figura del giustiziere ha avuto il suo sviluppo ad Hollywood negli anni sessanta e settanta
nel momento in cui anche le storie con poliziotti e detective erano in auge. Con la censura di questo genere, la produzione di questi film diminuì, mostrando un cambiamento nei valori statunitensi. Questi poliziotti venivano accusati di mettere in atto una violenza inflessibile ed intransigente verso chiunque si parasse tra il poliziotto giustiziere e i criminali che infrangevano le leggi per raggiungere i loro obiettivi.
Ad esempio il film Léon presenta un agente della DEA che, senza alcuna ripercussione, uccide una famiglia, compreso un bambino innocente, in modo da eliminare un trafficante di narcotici che aveva rubato una percentuale dell'eroina che l'agente della DEA gli aveva chiesto di tenere. Dunque l'agente della DEA non agiva come un poliziotto vigilante bensì come un criminale trafficante di droga che usa la sua posizione di agente della DEA a proprio vantaggio. I veri vigilanti in questo film sono Matilda e Leon.
Un altro esempio di vigilantismo nel cinema è il film The Boondock Saints - Giustizia finale. Esso narra la storia di due irlandesi di Boston rabbiosi che, credendo di agire per conto di Dio, uccidono indiscriminatamente chiunque sia coinvolto nel crimine organizzato. Questo film è diventato un cult classico a seguito della violenza che i vigilanti usano contro tutti coloro che giudicano essere moralmente fallimentari.
- Zorro (1920, 1940, 1958, 1975, 1998, 2005)
- The Vigilante (1947)
- Per un pugno di dollari (1964)
- Per qualche dollaro in più (1965)
- Django (1966)
- Carter (1971)
- Cane di paglia (1971)
- La mala ordina (1972)
- Coffy (1973)
- Un duro per la legge (1973)
- Una 44 Magnum per l'ispettore Callaghan (1973)
- Il giustiziere della notte (1974) e i suoi sequel
- Il cittadino si ribella (1974)
- Il giustiziere sfida la città (1975)
- La città sconvolta: caccia spietata ai rapitori (1975)
- L'uomo della strada fa giustizia (1975)
- Il giustiziere di mezzogiorno (1975)
- Il grande racket (1976)
- Taxi Driver (1976)
- Un borghese piccolo piccolo (1977)
- Il giocattolo (1979)
- Interceptor (1979)
- Exterminator (1980)
- L'angelo della vendetta (1981)
- Condannato a morte per mancanza di indizi (1983)
- Vigilante (1983)
- Dominator (1984)
- Codice Magnum (1986)
- Nico (1988)
- Trappola di cristallo (1988) ed i suoi sequel 58 minuti per morire - Die Harder (1990), Die Hard - Duri a morire (1995), e Die Hard - Vivere o morire (2007)
- Il vendicatore (1989)
- Batman (1989) ed i suoi sequel Batman - Il ritorno (1992), Batman Forever (1995) e Batman & Robin (1997)
- Darkman (1990) e i seguiti Darkman II - Il ritorno di Durant (1994) e Darkman III - Darkman morirai (1996)
- Gli spietati (1992)
- Un giorno di ordinaria follia (1993)
- Senza tregua (1993)
- Batman: La maschera del Fantasma (1993)
- Il corvo (1994) e i seguiti Il corvo 2 (1996), Il corvo 3 - Salvation (2000) e Il corvo - Preghiera maledetta (2005)
- Jimmy Hollywood (1994)
- Il momento di uccidere (1996)
- Ancora vivo (1996)
- The Boondock Saints - Giustizia finale (1999)
- Chopper (2000)
- Unbreakable - Il predestinato (2000)
- La vendetta di Carter (2000)
- Il risolutore (2003)
- Daredevil (2003)
- Kill Bill: Volume 1 (2003)
- Kill Bill: Volume 2 (2004)
- A testa alta (2004)
- Man on Fire - Il fuoco della vendetta (2004)
- The Punisher (2004)
- Batman Begins (2005), il suo sequel Il cavaliere oscuro (2008) e Il cavaliere oscuro - Il ritorno (2012)
- Hard Candy (2005)
- La casa del diavolo (2005)
- See No Evil (2005)
- Sin City (2005)
- V per Vendetta (2005)
- Outlaw (2007)
- Hot Fuzz (2007)
- Death Sentence (2007)
- Shooter (2007)
- Il buio nell'anima (2007)
- Punisher - Zona di guerra (2008)
- Io vi troverò (2008)
- Harry Brown (2009)
- Watchmen (2009)
- Vendicami (2009)
- Drive (2011)
- Django Unchained (2012)
- John Wick (2015)
- Lo chiamavano Jeeg Robot (2016)
- John Wick - Capitolo 2 (2017)
- iBoy (2017)
- Il giustiziere della notte - Death Wish (2018)
- Io sono nessuno (2021)
- Silent Night - Il silenzio della vendetta (2023)

### Televisione
- Zorro (1939, 1957-1959, 1990-1993, 2007)
- Le nuove avventure di Zorro - serie animata (1981)
- Un giustiziere a New York (1985-1989)
- Bubblegum Crisis - serie animata (1987)
- I racconti della cripta episodio "The Man Who Was Death" (1989-1996)
- Dark Justice (1991-1993)
- Batman - serie animata (1992-1995)
- Swat Kats (1993-1995)
- I giustizieri della notte (1994)
- I Simpson "Homer il vigilante", episodio della quinta stagione - serie animata (1994)
- La leggenda di Zorro - serie animata (1994)
- Il Clown - serie tedesca (1996, 1998-2000)
- Renegade (1997)
- Evviva Zorro - serie animata (1997-1998)
- Dark Angel (2000-2002)
- La regina di spade (2001)
- The Amazing Zorro - film animato (2002)
- Death Note (2003-2006)
- 4400 (2004 - 2007). Stagione 1, episodio 2
- Zorro: Generation Z - serie animata (2006)
- Jericho (2006-2008)
- Dexter (2006-in corso)
- L'onore e il rispetto (2006-2017)
- Arrow (2012-2020)
- Mr. Robot (2015-2019)
- Zorro - La leggenda - serie animata (2016)

### Nella letteratura
- Michael kohlhaas il terremoto in Cile di Bernd Heinrich Wilhelm von Kleist 1807
- Il virginiano di Owen Wister (1902) è il primo romanzo western statunitense basato sul tema di "giustizia di frontiera".
- L'Uomo Ombra (1930) è un personaggio nato da una trasmissione radiofonica e protagonista di una serie di oltre 300 romanzi; costituisce un prototipo per i successivi giustizieri dei fumetti
- Senza rimorso (1993) di Tom Clancy narra esplicitamente di un ex-Navy SEAL statunitense che sbaraglia una gang di trafficanti di droga.
- La mano sinistra di Dio (2004), Il nostro caro Dexter (2005), e Dexter in the Dark (2007) di Jeff Lindsay, adattati anche per la serie televisiva Dexter (2006), riguardano tutti il personaggio di Dexter Morgan che di giorno è un esperto nello studio delle macchie di sangue per Miami-Dade Police Department e di notte dà la caccia ed uccide quelli che sente che "meritano di morire".
- iBoy (2008), libro da cui è stato tratto anche un film. Prima della sparatoria che lo ha mandato in coma, il personaggio maschile Tom Harvey era un ragazzo come tanti. Ma ora si è risvegliato con il potere di sapere e vedere tutto. I frammenti di iPhone che sono rimasti nel suo cervello lo hanno trasformato in un super computer, una sorta di mente artificiale iperconnessa. Tom può arrivare ovunque, tutte le risposte a domande che non sa nemmeno di aver posto sono già lì, nella sua testa. E dopo aver scoperto della violenza subita da Lucy, la ragazza di cui è innamorato, Tom usa i suoi poteri per punire le gang che dettano legge nel quartiere. (libro di Kevin Brooks)

### Nei fumetti
Il vigilantismo nel mondo dei fumetti ha i suoi concetti base in diversi generi, anche in alcune storie pubblicate in dime novel. Molti degli eroi nei pulp magazine e dei supereroi dei fumetti sono vigilanti dato che operano al di fuori della legge per combattere l'illegalità. In realtà, ogni supereroe virtualmente può essere considerato un vigilante se non agisce sotto l'autorità di una forza dell'ordine o di un altro organo di governo.
Un esempio chiave è Watchmen, una miniserie della DC Comics della fine degli anni '80 scritta da Alan Moore, in cui i supereroi vengono visti dalla società e dal governo come vigilanti illegali. Meritevole di nota è anche il personaggio dei fumetti della DC degli anni '40 e rigenerato negli anni '80, Vigilante.
Altri esempi noti:
- Batman
- Devil
- Death Note
- Doc Savage
- Freccia Verde
- Punitore
- V
- Watchmen
- Triage X
- Übel Blatt
- Vigilante: My Hero Academia Illegals

### Nei videogiochi
- Renegade (1986)
- Double Dragon (1987)
- Vigilante (1988)
- River City Ransom (1989)
- Final Fight (1989)
- Streets of Rage (1991)
- Final Fight 2 (1993)
- Final Fight 3 (1995)
- Max Payne (2001)
- Il Punitore (2004)
- Watch Dogs (2013)